# Championnat de Malaisie de football 1997
Navigation
Saison 1996 Saison 1998
La saison 1997 du Championnat de Malaisie de football est la seizième édition de la première division en Malaisie. Le championnat n'est en fait qu'une phase qualificative pour une compétition plus prestigieuse, la Coupe de Malaisie. Les quinze meilleurs clubs d'États engagés affrontent deux fois leurs adversaires, à domicile et à l'extérieur et seuls les dix premiers se qualifient pour la phase finale de la Coupe de Malaisie, disputée sous forme de matchs à élimination directe. En fin de saison, pour permettre le passage du championnat de 15 à 12 équipes, les deux derniers sont relégués tandis que les clubs classés de la 11e à la 13e place disputent un barrage de promotion-relégation.
C'est le club de Sarawak FA qui termine en tête du classement et qui remporte donc le titre officiel de champion de Malaisie. C'est le premier titre de l'histoire du club.
Une équipe étrangère, composée de joueurs de Brunei, participe également à la compétition.

## Les clubs participants
| - Brunei FA - Pahang FA - Selangor FA - Kuala Lumpur FA - Terengganu FA - Penang FA - Melaka FA - Perlis FA | - Johor FA - Sabah FA - Sarawak FA - Negeri Sembilan FA - Perak FA - Kedah FA - Kelantan FA |

## Compétition
Le barème de points servant à établir le classement se décompose ainsi :
- Victoire : 3 points
- Match nul : 1 point
- Défaite : 0 point

### Classement
| Rang | Équipe             | Pts | J  | G  | N | P  | Bp | Bc | Diff |
| ---- | ------------------ | --- | -- | -- | - | -- | -- | -- | ---- |
| 1    | Sarawak FA         | 54  | 28 | 17 | 3 | 8  | 40 | 23 | +17  |
| 2    | Kedah FA           | 50  | 28 | 15 | 5 | 8  | 64 | 44 | +20  |
| 3    | Sabah FAT          | 49  | 28 | 14 | 7 | 7  | 42 | 28 | +14  |
| 4    | Selangor FAC       | 46  | 28 | 14 | 4 | 10 | 45 | 35 | +10  |
| 5    | Brunei FA          | 45  | 28 | 13 | 6 | 9  | 52 | 39 | +13  |
| 6    | Perlis FA          | 45  | 28 | 13 | 6 | 9  | 42 | 36 | +6   |
| 7    | Negeri Sembilan FA | 44  | 28 | 12 | 8 | 8  | 40 | 31 | +9   |
| 8    | Perak FA           | 41  | 28 | 12 | 5 | 11 | 51 | 41 | +10  |
| 9    | Kuala Lumpur FA    | 38  | 28 | 10 | 8 | 10 | 29 | 34 | -5   |
| 10   | Pahang FA          | 37  | 28 | 10 | 7 | 11 | 42 | 39 | +3   |
| 11   | Penang FA          | 33  | 28 | 8  | 9 | 11 | 26 | 33 | -7   |
| 12   | Johor FA           | 32  | 28 | 10 | 2 | 16 | 35 | 44 | -9   |
| 13   | Kelantan FA        | 28  | 28 | 8  | 4 | 16 | 33 | 58 | -25  |
| 14   | Melaka FA          | 24  | 28 | 6  | 6 | 16 | 31 | 58 | -27  |
| 15   | Terengganu FA      | 22  | 28 | 6  | 4 | 18 | 26 | 55 | -29  |

|  | Champion de Malaisie 1997 et qualification pour la phase finale de la Coupe de Malaisie                          |
|  | Qualification pour la Coupe d'Asie des clubs champions 1997-1998 et pour la phase finale de la Coupe de Malaisie |
|  | Qualification pour la phase finale de la Coupe de Malaisie                                                       |
|  | Participation au barrage de promotion-relégation                                                                 |
|  | Relégation en deuxième division                                                                                  |
|  | T : Tenant du titre C : Vainqueur de la Coupe de la Fédération de Malaisie                                       |

### Matchs

#### Barrages de promotion-relégation
Les clubs classés de la 11e à la 13e place ainsi que le club d'Olympic 2000 s'affrontent pour les deux dernières places en M-League lors de barrages, disputés en matchs aller-retour.
| Équipe 1  | Résultat | Équipe 2          | Aller | Retour |
| --------- | -------- | ----------------- | ----- | ------ |
| Johor FA  | 1 - 2    | (D2) Olympic 2000 | 0 - 1 | 1 - 1  |
| Penang FA | 4 - 3    | Kelantan FA       | 4 - 2 | 0 - 1  |

## Bilan de la saison
| Championnat de Malaisie de football 1997           |                        |
| Champion                                           | Sarawak FA (1er titre) |
| Coupes et trophées                                 |                        |
| Vainqueur de la Coupe de la Fédération de Malaisie | Selangor FA            |
| Qualifications continentales                       |                        |
| Coupe d'Asie des clubs champions 1997-1998         | Selangor FA            |
| Coupe des Coupes 1997-1998                         | Melaka Telekom         |
| Promotions et relégations                          |                        |
| Promus en Premier 1 League                         | Olympic 2000           |
| Relégués en Premier 2 League                       | Melaka FA              |
| Relégués en Premier 2 League                       | Terengganu FA          |
| Relégués en Premier 2 League                       | Kelantan FA            |
| Relégués en Premier 2 League                       | Johor FA               |